# جون تومسون (سياسي أمريكي)
جون تومسون (بالإنجليزية: John Thompson) هو قاضي ومحامي وسياسي أمريكي، ولد في 20 مارس 1749 في ليتشفيلد في الولايات المتحدة، وتوفي في 1823. انتخب عضو جمعية ولاية نيويورك وانتخب عضو مجلس النواب الأمريكي.